# ミクストメディア

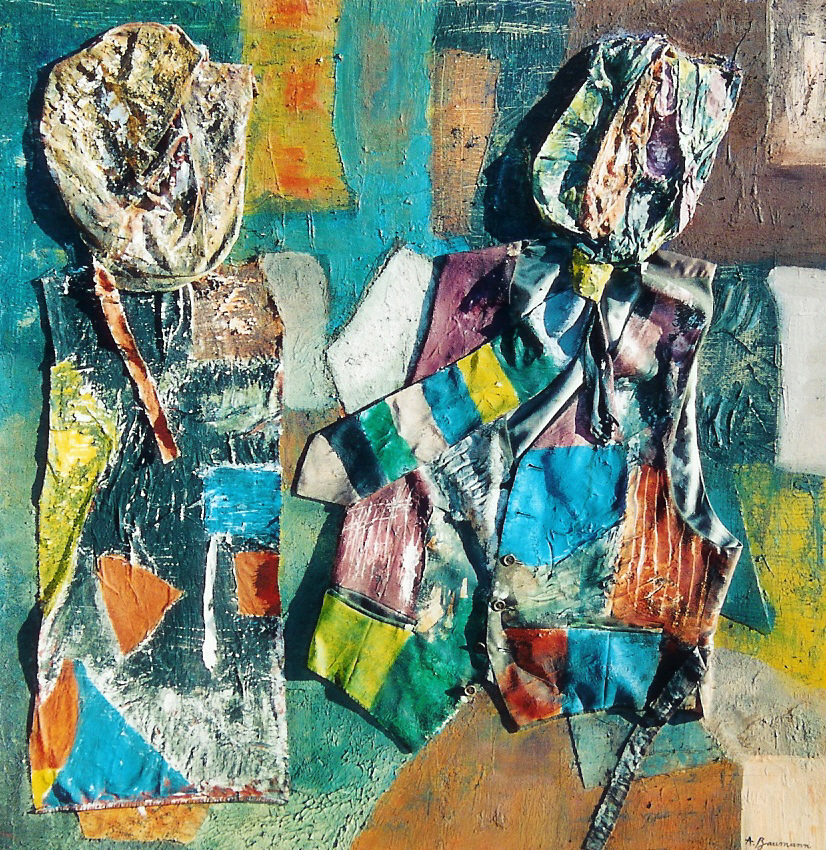
Alberto Baumann作 "Inheritance of the Twentieth Century" (1980年)

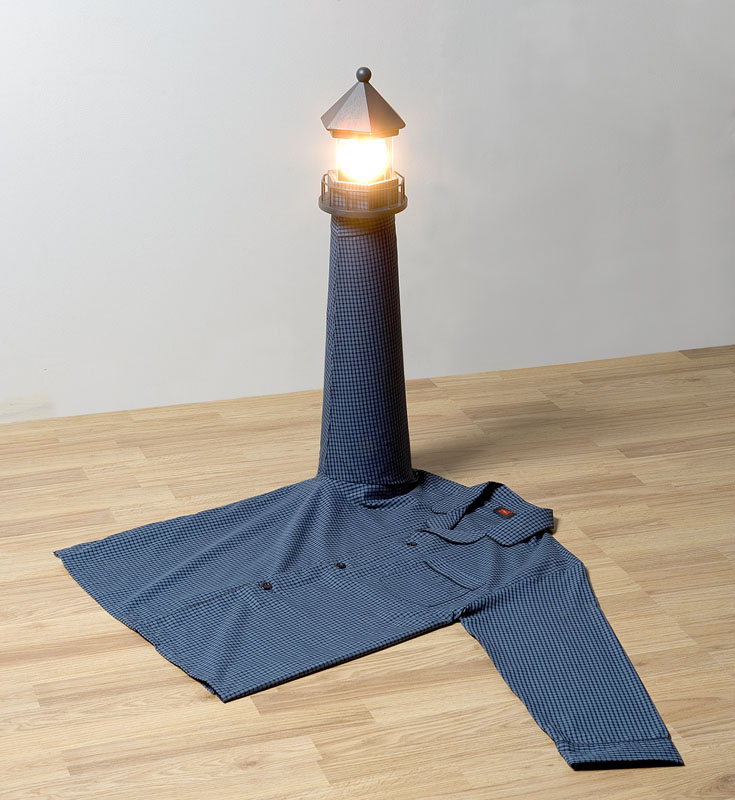
Adam Niklewiczによるミクストメディア

ミクストメディア (英語: Mixed media) とは、現代美術において、性質や種類の異なる複数の媒体または素材を用いる技法、またそれによりつくられた美術工芸品のことである。
類似の言葉でマルチメディアがあり、音楽とスライドショーを連動して上映すること、文章の中に動画や音声を埋め込む事を示す。またメディアミックスは単一の作品を異なった媒体（例えば同じ原作の小説、漫画、映画、アニメなどを展開する）や素材で展開することである。

## 概要
もともとは20世紀初頭のダダやパピエ・コレに端を発し、既成の日用品によって構成された作品や素材を表記するときに用いる用語であった。今日では複数の異なる素材を使う場合や異なった技法を複数用いる場合に用いられることが多い。ミクストメディアとして使われる媒体は油絵具、水性絵具といった特定の種類を指すこともあれば、版画での技法として用いられることもあり、絵画、彫刻、写真、映画、ビデオ、音楽などでそう呼ばれることもある。インスタレーションアート、特に、複数の「作品」をまとめて1つとしたり、展示場所と一体化された会場の空間自体を作品とする場合には、ミクストメディアがよく用いられる。なお、マルチメディアはミクストメディアとは異なる概念であり、芸術の表現技法の範疇において使われることはない。現代美術においては絵画表現に限らず、上記のような複合技法を用いた立体作品などもミクストメディアと表記されることがある。
なおミクストメディア（mixed-media）を混合技法と誤訳したことにより、マックス・デルナーが「絵画技術体系」で提唱したテンペラと油彩を交互に使用する混合技法（misch-technique、英語表記:mixed-technique）と混同されやすくなった。